# Metavermilia annobonensis
Metavermilia annobonensis är en ringmaskart som beskrevs av Zibrowius 1971. Metavermilia annobonensis ingår i släktet Metavermilia och familjen Serpulidae. Inga underarter finns listade i Catalogue of Life.